# Yoshi's Woolly World
Yoshi's Woolly World ("el món llanós d'en Yoshi"), anomenat al Japó El món de llana d'en Yoshi (ヨッシー ウールワールド, Yosshī Ūru Wārudo), anteriorment Yarn Yoshi (毛糸のヨッシー, Keito no Yoshi), ("Yoshi de llana"), és un plataforma 2,5D desenvolupat per Good-Feel i que va distribuir Nintendo el 25 de juny a Australàsia, el 26 de juny a Europa, el 16 de juliol al Japó i el 16 d'octubre de 2015 a Amèrica del Nord.
El joc es va anunciar en el Nintendo Direct del 23 de gener de 2013. És el segon joc des de Yoshi's Story que en Yoshi és el protagonista. Aquest cop tots els elements de la sèrie Yoshi's Island s'ha tornat en llana, en què tots els objectes, ítems, personatges, escenaris..., estan basats en aquest objecte, i fins i tot els ous de Yoshi són cabdills de llana. Té un mode cooperatiu de 2 jugadors.
Va sortir un port per a Nintendo 3DS el 2017, anomenat Poochy & Yoshi's Woolly World.

## Jugabilitat

Captura de pantalla de l'E³ de 2014 mostrant el multijugador cooperatiu entre un Yoshi Verd i un de Vermell. Entre els dos han recollit 1115 rúpies, i sembla que tinguin diversos ous (ara cabdills de llana) de Yoshi per usar-los per treure els blocs ? voladors que ofereixen objectes com monedes o escales.

Yoshi's Woolly World es juga d'una manera similar a Super Mario World 2: Yoshi's Island i Yoshi's Story i manté alguns moviments d'aquests jocs, com el salt tremolós. Durant els nivells, ambientats en un món de llana, en Yoshi inicia -sol, fet que tingui alguns fils filats, però-, utilitzant la seva llengua, on el jugador pot empassar enemics per tornar-se Yoshi fil sòlid, tot i que també es pot transformar en altres coses, com en Yoshi gegant. Llavors, es pot dir que està basat en un altre joc del mateix desenvolupador, Kirby's Epic Yarn. Els primers quatre mons tenen els següents temes: l'herba, desert, parc infantil i la selva; però, els nivells d'aquests mons no sempre estan profundament relacionats amb el tema principal, i ben diferenciats dissenys porten.
El personatge també pot usar diferents cabdills de llana de diferents colors per solidificar les plataformes i crear tubs, així com per atacar als enemics i després aixafar-los per assegurar-se que han estat destruïts, i trencar cert material i apuntar a les monedes (que ara són diamants; amb aquests s'aconsegueixen adhesius exclusius que ajuden a l'aventura) i a les Flors (recollint les cinc s'aconsegueix completar el 100% del nivell i augmenta la possibilitat d'posar fi a un joc de bonificació) com si se substituïssin als ous de Yoshi tradicionals, que s'aconsegueixen menjant enemics com Shy Guys. Els blocs ? voladors tornen, oferint objectes tan tematitzats en la llana com una flor de llana. Els fils es poden treure per extreure'n objectes. Altres objectes com les boles rodants també hi són presents. En Yoshi continua utilitzant els seus moviments característics, com devorar als enemics o voletejar per ascendir. S'haurà de fer mitja per fer plataformes per arribar a zones elevades o enfilagarsar murs de llana per veure rutes ocultes.
En els nivells també hi són presents quatre ítems més: els Cors, que restauren la vida d'en Yoshi; els Stamp Patches ("Pegats estampats"), que s'utilitzen per desbloquejar Stamps (segells) utilitzables en els missatges en Miiverse; les Beads ("comptes") que poden ser utilitzats per adquirir Power Badges ("Insígnies d'energia") entre les etapes, que quan s'activa permet nous poders a Yoshi, com més potents Ground Pounds ("cops forts cap a terra"), o l'associació amb el cadell Poochy, i les cinc Wonder Wools (llana de meravella), que obren nous dissenys de Yoshi, incloent "Yoshi Arc de Sant Martí", "Yoshi Vaca", "Yoshi Xampinyó", "Famicom Yoshi"," Flor Yoshi", "Circ Yoshi" i "Shy Guy Yoshi" (per canviar de disseny s'ha d'anar a la cabina Yoshi Hut a la Craft Island, i els colors de les madeixes de llana recol·lectats ja donen una pista de la figura que serà obtinguda). En Yoshi es pot transformar temporalment, paraigües, motocicleta, avió, trepant, gegant, i la sirena. Aquestes transformacions tenen lloc de forma esporàdica en certes etapes, i funcionen de manera tradicional, llançant un desafiament cronometrat que té una manera de joc una mica més complicat del normal.
El joc té dos modes, el mode clàssic i el mode relaxat. El mode clàssic s'assembla als Yoshi tradicionals; tot i ser bonic és un repte pels jugadors veterans. Per altra banda, el mode relaxat permet als jugadors de tots els nivells gaudir del nivell amb en Yoshi alat. És possible alternar els modes en qualsevol moment.
Existeix un mode multijugador de 2 jugadors cooperatiu, en què hi pot haver Yoshi verd i vermell. En aquest mode, en Yoshi es pot tornar bola per recuperar la vida perduda fent-li un cop al bloc ? volador, o fer aparèixer monedes.

### Compatibilitat amb amiibo
Nintendo llançarà tres figurins de comunicació de camp proper amiibo de Yoshi de lana, fets de punt, de colors verd, rosa i blau cel sortiran al mateix moment que el joc. Al tocar un d'ells amb el Wii U GamePad, un altre Yoshi apareixerà al joc, amb la possibilitat de jugar a Yoshi Doble. Aquí, com en el multijugador, es pot transformar a l'aliat en un cabdill de llana per llançar als enemics o per omplir rases de plataformes per creuar. Un paquet amb el joc i l'amiibo de Yoshi de Llana estarà disponible al mateix dia que el joc. Amb l'amiibo de Yoshi de les col·leccions Super Mario i Super Smash Bros. només desbloqueja aquest mode, mentre que amb el de llana també desa el disseny d'en Yoshi. Val a dir que altres figures, com Mario, Luigi, Peach, Link, Donkey Kong, Kirby i Toad, fins a 40 exceptuant els Pokémon que alliberaran un disseny aleatori permeten carregar un disseny basat en el personatge representat a l'amiibo.

## Argument
Una vegada hi havia a l'illa Artesania ("Craft Island"), un conjunt paradís enmig del Handmade Island ("l'oceà fet a mà"), una vida pacífica de Yoshis de diferents tipus han estat rudement sacsejats pel malvat Kamek, que va segrestar els Yoshis transformant-les en cabdells de llana amb la seva màgia. Després d'haver escapat a aquest atac sorpresa perpetrat pel vilà notori, Yoshi ha d'anar a l'aventura a través de múltiples mons amb bells paisatges que van des exuberants prats fetes de llana de pics de les muntanyes suaus.

## Actualització
El 3 de febrer de 2017 (19 de gener al Japó) el joc va ser actualitzat a la versió 1.1.0 per ser compatible amb la figura amiibo d'en Poochy.

## Poochy & Yoshi's Woolly World
Al Nintendo 3DS Direct de l'1 de setembre de 2016 es va revelar el joc Poochy & Yoshi's Woolly World, que sortiria el 19 de gener de 2017 al Japó (amb el nom de Amb en Poochy! El món de llana d'en Yoshi (ポチと！ ヨッシー ウールワールド, Pochi to! Yosshī ūru wārudo)), el 3 de febrer a Amèrica del Nord i a Europa i el 4 a Australàsia per a les portàtils de la família 3DS.
Es tracta d'un port de Yoshi's Woolly World, però anb un mode especial, anomenat "Poochy Dash", on el gosset Poochy és controlat pels jugadors per travessar nivells de desplaçament lateral recollint diamants i complint desafiaments específics en un període limitat de temps. Aquest mode substitueix als jocs bonus de Yoshi's Woolly World, que s'activaven aconseguint una flor somrient a la ruleta de final de nivell i on s'havien d'aconseguir el màxim nombre de fruites possible tot superant els obstacles. El joc té un mode de personalització dels colors del Yoshi, que es podrà fer de dos tipus: en una es tenen alguns segons per fer un patró de colors, i l'altre és un editor més ampli que crear escollir dissenys més elaborats; aquests es podran compartir mitjançant StreetPass.
La velocitat del joc cau a la meitat (a 30 fps) si la consola amb què es juga no és una New 3DS (XL), però els gràfics són igual de fluids que a la versió de Wii U. El mode d'aventura cooperatiu de Wii U no és present a Poochy & Yoshi's Woolly World, però l'amiibo de Poochy (que surt conjuntament amb el joc) permet ajudar al jugador als nivells del joc; si s'utilitza dins el mode "Poochy Dash" es poden accionar desafiaments de temps que recompensen amb nous dissenys d'en Poochy. Finalment, el mode "Mellow Mode" torna, amb el qual es pot jugar amb el Yoshi alat per superar més fàcilment molts obstacles dels nivells, però també afegeix un recurs extra, els cadells de Poochy, que segueixen a en Yoshi per tot arreu i són com "ous retornables" que serveixen perquè busquin ítems secrets. Poochy & Yoshi's Woolly World porta també trenta curtmetratges animats protagonitzats per les versions de llana de Yoshi i Poochy, creades per l'estudi Dwarf.
Poochy & Yoshi's Woolly World també és compatible amb moltes figures més per alliberar nous dissenys per en Yoshi basats en el color de la figura, i també hi funcionen les figures de Splatoon i Animal Crossing per desbloquejar dissenys inexistents a la versió de Wii U.
Al Japó fou llançada una edició especial amb el joc i les figures amiibo Pink Yarn Yoshi i Poochy.
La versió de Nintendo 3DS va rebre una crítica positiva semblant a la versió de Wii U, de 77/100 a Metacritic basant-se en 56 opinions. Es va elogiar la transició del joc a una portàtil, tot i que es va criticar la baixada de qualitat dels gràfics i la manca de multijugador local. Va vendre el 80% de l'enviament inicial al Japó, però en la llista de jocs més venuts al Regne Unit va entrar en vintè lloc.

## Desenvolupament
| Director    | Atsushi Kono Naoya Abe                         |
| Productor   | Etsunobu Ebisu Keita Kawaminami Takashi Tezuka |
| Programador | Hironori Kuraoka                               |
| Artista     | Ayano Otsuka                                   |
| Compositor  | Tomoya Tomita Misaki Asada                     |

### Com aYarn Yoshi
Un videojoc de Yoshi per a la Wii U es va confirmar oficialment en el Nintendo Direct del 23 de gener de 2013.
El nom de Yarn Yoshi no es va confirmar en la videoconferència, ja que no apareixia en la notícia del Nintendo Direct a Europa, Japó i Australàsia i Amèrica del Nord (en aquests països va aparèixer el nom, però no estava en cursiva; per tant, no eren els noms d'un joc); la primera vegada que va aparèixer aquest nom oficialment va ser en el Document d'Informació Suplementària de Presentació de Resultats que va publicar Nintendo Japó el 29 de gener de 2012, de forma provisional i amb la data per determinar en tots els països. El joc ha rebut noms no oficials com Yoshi Yarn o Yoshi's Epic Yarn, ja que el joc utilitza diversos elements vists en l'anterior joc de Good-Feel Kirby's Epic Yarn.
Takashi Tezuka, el productor de Yoshi's New Island, un altre títol de la sèrie Yoshi, i el mateix Yarn Yoshi, va explicar la raó de la no aparició del joc en el Nintendo Direct @E3 2013 dient que era "massa d'hora per anunciar la jugabilitat d'aquest videojoc, ja que al començar amb Wii U l'equip es va adonar que seria molt bo en Yoshi en la consola; per tant, esperem que el joc sigui molt bo per a tenir més detalls". Juntament amb aquest anunci, van aparèixer rumors sobre "Yarn Yoshi" (títol provisional), dient que el videojoc sortiria el 2013 o el 2014. A data d'1 d'abril de 2014, en un missatge de correu electrònic oficial de Nintendo es va anomenar el videojoc Yoshi Wii U, però Nintendo Japó el seguia anomenant Yarn Yoshi. El títol apareix en motiu d'un concurs de dibuix a Miiverse sobre Yoshi's New Island, on Takashi Tezuka demana que no es perdi el sentiment vers en Yoshi.

### Com aYoshi's Woolly World
En el Nintendo Digital Event del 10 de juny de 2014, es va anunciar el nom de Yoshi's Woolly World, que sortiria al primer trimestre de 2015, així com un tràiler i algunes captures i artwork així com vídeos.
El productor Takashi Tezuka va explicar que, encara que sembla un videojoc per a nens, la dificultat augmenta a mesura que s'avança en el jo i aconsegueix tots els objectes de col·lecció que realment requereixen molta habilitat, el que recorda a Super Mario World 2: Yoshi's Island. Va confessar basar-se en l'estil gràfic de Kirby's Epic Yarn per a desenvolupar el joc.
El lloc web IGN va dir el 12 de desembre de 2014 que Yoshi's Woolly World sortiria a la venda a principis de 2015, tècnicament abans de l'1 de maig de 2015.
El 24 de març de 2015 Nintendo of Europe va publicar un comunicat que deia que el joc sortiria el 26 de juny de 2015. El 2 d'abril de 2015, en una videoconferència Nintendo Direct, es va tornar a confirmar la data. A part d'això, es va anunciar per a llançar-se a Australàsia l'endemà (el maig de 2015 es va confirmar que el joc sortiria dos dies abans de l'anunciat.), al Japó a l'estiu i a Amèrica del Nord a la tardor. S'hi va anunciar més informació sobre la jugabilitat inclosa la funció amb amiibo, dient que es llançarien tres figures suaus al tacte basades en Yoshi verd, blau cel i rosa, i que sortiria un paquet amb la còpia física del joc i un amiibo de Yoshi verd de llana. També es va renovar el logotip. Amazon Japan va filtrar unes hores abans del Nintendo Direct del 31 de maig de 2015 japonès que el joc sortiria al Japó el 16 de juliol de 2015. Va sortir a Amèrica del Nord el 16 d'octubre de 2015.
Tezuka va explicar que sempre van intentar que els gràfics de Yoshi's Woolly World semblessin fets a mà però sense afectar molt a la jugabilitat. També va dir que la llana donava peu a mecàniques interessants i una jugabilitat que no podrien oferir amb altres jocs. Tezuka també ha reconegut que ha estat el repte més difícil en què s'han enfrontat. Finalment, Etsunobu Ebisu, productor executiu del joc a Good-Feel, va revelar que l'equip va crear ítems reals amb llana per fer proves.
Takashi Tezuka i el dissenyador en cap Emi Watanabe van aclarir que la inclusió de Baby Mario no tenia sentit al concepte del joc, que al principi volien afegir habilitats als dissenys dels Yoshis però per no limitar-ne el nombre van decidir descartar la idea, i suggereixen una seqüela. En aquesta entrevista també es van revelar diverses curiositats sobre en Yoshi, així com que els fets d'aquesta sèrie no tenen lloc al Regne Xampinyó.

## Recepció

### Crítica
Essent de gènere plataforma un dels punts forts de Nintendo, les expectatives de llocs i del públic en general són sempre altes, i pel que sempre, Yoshi's Woolly World ha aconseguit rebre la mitjana al lloc Metacritic, de 78 punts. Entre els elogis comuns a la majora de crítics, l'extrema qualitat visual del joc, que duu mons i personatges amb aparença de llana i teixits, sembla la prova mateixa dels més insistents caçadors de defectes. Tot i això, la jugabilitat de Yoshi's Woolly World, tot i ser consistentment sòlida, no ha estat unànime entre la crítica, ja que mentre uns llocs adoraven el disseny dels nivells, d'altres els desapuntaven. GameRankings li dona un 79,46%.
La revista espanyola Hobby Consolas és la que li ha donat la major nota, un 92, dient que és una merescuda tornada a casa per en Yoshi, que és lluny d'un plataformes estàndard però que Good-Feel ha fet un preciós joc que sorprèn a cada pas. Vandal Online, també espanyol, li dona un 9/10, dient que és la seqüela que han estat esperant des de Super Mario World 2: Yoshi's Island, que és un joc preciós, amb un disseny d'excel·lent nivell que els va fer recordar perquè els agrada el gènere. Amb un 9,0/10, XGN assegura que el joc amb prou feines es repeteix, i que té molt de suc. Nintendo Life, amb 9 estrelles, diu que és una plataforma peculiar i únic per en Yoshi, i que té suficient tendresa suau perquè els agradi als joves jugadors i els desfaci els cors dels més veterans. 3DJuegos, amb la mateixa nota, assegura que és un joc ideal per a aquells usuaris de Wii U que busquin una plataforma convincent. Amb la mateixa nota, el portuguès FNintendo assegura que Yoshi's Woolly World ofereix un món bellament elaborat en la configuració de colors, amb interactivitat excel·lent i una banda sonora meravellosa que estan rematades per una experiència de joc que implica i convicent, concluent que és un magnífic títol des de qualsevol punt de vista.
NintendoWorldReport, amb un 8,5/10, assegura que és Yoshi's Woolly World és el millor joc de Yoshi que han provat; els controls se senten extremadament sòlids i les peculiarits segueixen arribant, el que constitueix una experiència única.
Amb un 7,4/10, IGN creu que, fora d'aquells grans pocs nivells, és una experiència oblidable i fragmentada, amb mecàniques cuinades refrescades però que cauen en nivells en els quals no s'ha espremut el seu potencial i amb especial atenció en desenterrar col·leccionables frustrants. Metro GameCentral, amb un 7/10, diu que és un joc de plataformes perfectament competent, possiblement el millor des de Super Mario World 2: Yoshi's Island, però molt menys singular que el que el visual suggereix. Amb tres estrelles de cinc (60%), Digital Spy creu que no és el fermall d'or imparell de creativitat, però és difícil no sentir que tot el que s'ha fet abans és millor, que encara hi ha molt per gaudir però no acaba de forjar la seva pròpia identitat. Amb un 6/10, Videogamer diu que és excel·lent de tant en tant, bo en parts i francament avorrit en tots, i que Yoshi's Woolly World és una decepció. Finalment, GameSpot, amb un 6/10, considera que trobar objectes ocults és tècnicament un desafiament opcional, però paradoxalment això constitueix el joc sencer.
La popular revista japonesa Famitsu, en la seva última edició, ha analitzat el videojoc Yoshi's Woolly World. A jutjar per les notes rebudes, la fabulosa aventura dels Yoshis pels mons de llana han agradat als critics nipons, que li han donat al joc les notes 9/8/8/9, generant una mitjana de 34/40 punts. Recordar que Yoshi's New Island, llançat el 2014 per a 3DS, va tenir una mitjana de 33 punts, mentre que Yoshi's Island DS va obtenir 32 punts a les avaluacions de la revista. És a dir que, segons la revista Famitsu, aquest és el millor joc de plataformes protagonitzat pel carismàtic dinosaure amb botes de Nintendo als últims deu anys.

### Prellançament
Un estudi desenvolupat per Nielsen publicat l'octubre de 2015 va mostrar que el 91% dels enquestats ha votat a Yoshi's Woolly World com a joc per a Wii U més esperat per al Nadal, essent el líder de la seva categoria.

### Vendes
Yoshi's Woolly World va estrenar la llista de videojocs més descarregats a la Nintendo eShop de Wii U americana el 22 d'octubre essent vice-líder, sense poder superar Super Mario Maker. No obstant el 29 d'octubre va superar Super Mario Maker, i es va col·locar líder. Va ser el setè videojoc més venut als EUA durant l'octubre de 2015.

### Premis i nominacions
Yoshi's Woolly World va estar nominat a la categoria de "Millor Joc Social/Casual" dels Game Critics Awards 2014, que des de fa 10 anys, després de l'E³, premien els jocs oferts en aquesta exposició, formada per Destructoid, Game Informer, IGN, Joystiq, Polygon, Wired.com, etc.
Amb el tancament de l'E³ 2014, el lloc IGN va reunir al seu equip per triar quins eren els millors jocs que apareixeren en l'esdeveniment, i Yoshi's Woolly World va ser escollit "Millor Videojoc de plataformes".
En els Gamescom 2014 Awards, esdeveniment que es va dur a terme a l'agost de 2014 a Colònia (Alemanya), va estar nominat Yoshi's Woolly World a la categoria de "Millor Joc Familiar".
A l'E3 2015 IGN el va nomenar a les categories de "Millors Plataformes" i "Millor Joc de Wii U".
Va ser un dels 50 millors jocs del 2015 segons la revista nord-americana Game Informer.
El 19 de març de 2015 a Hilton Austin, a la ciutat d'Austin (EUA) tindria lloc la tercera edició del SXSW Gaming Awards, una cerimònia que és un dels punts alts de l'esdeveniment SXSW Interactive, o South By Southwest, al mateix municipi entre l'11 i el 20 de març; així doncs, se'n publicà llista de nominats, entre els quals es troba Yoshi's Woolly World en "Excel·lència en Art".
A les NAVGTR Awards 2016, organitzades per The National Academy of Video Game Trade Reviewers, el joc està nominat a les categories "Direcció d'Art i Fantasia" i "Joc de Franquícia Familiar".

### Màrqueting
Per promoure el joc, Nintendo va utilitzar imatges de Tomodachi Life i Art Academy: Atelier.
Des del llançament a Europa i Australàsia va estar disponible un paquet amb la versió física del joc i l'amiibo de Yoshi de la col·lecció Yoshi's Woolly World. El 9 de setembre van sortir a Amèrica del Nord paquets amb el joc i els amiibo de Yoshi llana rosa o Yoshi de llana blau clar.
Tots aquells que van reservar la versió senzilla de Yoshi's Woolly World a la cadena europea GAME van rebre una xapa.
Qui comprés Yoshi's Woolly World abans del 23 de juliol va tenir l'oportunitat de rebre un codi de descàrrega (que es podia bescanviar abans del 21 d'agost) del joc Yoshi Touch & Go (aquest joc no estava disponible públicament a la eShop de Wii U europea a data de juny de 2015).
Durant els dies posteriors al llançament europeu, es va escoltar el tema del joc a la eShop de Wii U europea. Com és tradicional, la eShop també es va decorar amb motiu del joc, arribant a personalitzar els icones de les seleccions de jocs per personatges amb els dissenys amiibo.
Nintendo of Japan va publicar un fons de pantalla del joc en diferents resolucions que va estar disponible del 21 de juliol al 31 d'agost de 2015.
Nintendo of Japan va llançar un tema del joc el 19 d'agost per 200 iens.
Es va anunciar per al 16 d'octubre el llançament del Wii Remote Plus de Yoshi per a les botigues GameStop d'Amèrica del Nord per a coincidir amb el llançament a la regió de Yoshi's Woolly World. Val a dir que aquest comandament va sortir al Japó el 30 de març de 2014 i a Europa el 30 de maig de 2014.
Van sortir uns adhesius per a decorar el menú HOME de Nintendo 3DS a l'aplicatiu Decora el menú Home: Centre de pins col·lectius/Nintendo Badge Arcade al Japó i a Amèrica del Nord.
El setembre de 2015 es van alliberar a botigues en línia kits per a crear figures de Yoshi de llana mitjançant amigurumi, creats per Hamanaka.
El 5 de novembre va sortir el primer capítol de la sèrie "Adventure Guide" ("Guia d'Aventures") de part de Nintendo of America que explica com avançar pels nivells. El 7 de novembre va sortir el segon, i el dia 9 va sortir el tercer.
Amb motiu dels vídeos "Game Center", promoguts per Nintendo of America, els periodistes Todd "Woolington" i Teagan "Yarnson" van parlar de Yoshi's Woolly World en un d'aquests capítols.
El desembre de 2015 van sortir al portal Play Nintendo, de Nintendo of America, un conjunt de decoracions nadalenques basades en aquest joc i en molts d'altres.

### Llegat
En el videojoc de golf Mario Golf: World Tour hi ha un escenari basat en el joc, en què es poden veure muntanyes i arbres de llana, anomenat "Yoshi Lake", i en el videojoc de lluita Super Smash Bros. for Wii U hi ha un estadi anomenat "Woolly World" (Reino de lana en castellà) basat en el joc.